# Paraty (label)
 (mars 2025).
La mise en forme du texte ne suit pas les recommandations de Wikipédia : il faut le « wikifier ».
Les points d'amélioration suivants sont les cas les plus fréquents. Le détail des points à revoir est peut-être précisé sur la page de discussion.
- Les titres sont pré-formatés par le logiciel. Ils ne sont ni en capitales, ni en gras.
- Le texte ne doit pas être écrit en capitales (les noms de famille non plus), ni en gras, ni en italique, ni en « petit »…
- Le gras n'est utilisé que pour surligner le titre de l'article dans l'introduction, une seule fois.
- L'italique est rarement utilisé : mots en langue étrangère, titres d'œuvres, noms de bateaux, etc.
- Les citations ne sont pas en italique mais en corps de texte normal. Elles sont entourées par des guillemets français : « et ».
- Les listes à puces sont à éviter, des paragraphes rédigés étant largement préférés. Les tableaux sont à réserver à la présentation de données structurées (résultats, etc.).
- Les appels de note de bas de page (petits chiffres en exposant, introduits par l'outil «  Source ») sont à placer entre la fin de phrase et le point final[comme ça].
- Les liens internes (vers d'autres articles de Wikipédia) sont à choisir avec parcimonie. Créez des liens vers des articles approfondissant le sujet. Les termes génériques sans rapport avec le sujet sont à éviter, ainsi que les répétitions de liens vers un même terme.
- Les liens externes sont à placer uniquement dans une section « Liens externes », à la fin de l'article. Ces liens sont à choisir avec parcimonie suivant les règles définies. Si un lien sert de source à l'article, son insertion dans le texte est à faire par les notes de bas de page.
- La présentation des références doit suivre les conventions bibliographiques. Il est recommandé d'utiliser les modèles {{Ouvrage}}, {{Chapitre}}, {{Article}}, {{Lien web}} et/ou {{Bibliographie}}. Le mode d'édition visuel peut mettre en forme automatiquement les références.
- Insérer une infobox (cadre d'informations à droite) n'est pas obligatoire pour parachever la mise en page.

Pour une aide détaillée, merci de consulter Aide:Wikification.
Si vous pensez que ces points ont été résolus, vous pouvez retirer ce bandeau et améliorer la mise en forme d'un autre article.
 (mars 2025).
Paraty est une maison de disques fondée en 2007 par le claveciniste brésilien Bruno Procopio.
Bien qu'initialement fondé pour permettre à Procopio de publier ses interprétations de Partitas pour clavier de Johann Sebastian Bach, BWV 825-830, la portée de la maison de disque s'est rapidement  élargie. Le label soutient désormais activement plus de 150 artistes et compte un catalogue de plus de 500 albums.

## Réception de la critique
Les disques de Paraty ont connu un succès critique considérable dans la presse française. Parmi les récompenses remportées par Paraty, on compte le prix « Choc » du journal Le Monde de la musique, le prix Choix de la Critique de Mezzo TV, 4/5 étoiles du magazine Diapason et 9/10 du magazine Classica.

## Distribution
Paraty est distribué en France par Intégral Distribution ; ses disques sont également disponibles commercialement en Allemagne, Belgique, Luxembourg, Suisse, Îles Britanniques, Espagne, Italie, Danemark, République Tchèque, Corée du Sud, Japon et Nouvelle-Zélande.

## Discographie
- 2005 : Bruno Procopio - JS Bach Partitas 5, 2, 6, Vol. II[3]
- 2007 : Nicolas Stavy - Frédéric Chopin Un récital Chopin
- 2007 : Bruno Procopio, Emmanuelle Guigues - JS Bach Sonates pour viole de gambe et clavecin obligé, Concerto Italien[4]
- 2008 : Claude Debussy Préludes pour piano, Livres 1 et 2 par Ivan Ilić, piano (2008)
- 2018 : Consort Brouillamini - JS Bach: Flûtes en Fugue (27 avril 2018)[5]
- 2020 : Consort Brouillamini - The Woods so Wild (16 octobre 2020)[6]